# Дубницький Степан Мартинович
Дубницький Степан Мартинович (1861, Кролевецький повіт (Чернігівська губернія), Чернігівська губернія - ?) – кролевецький повітовий комісар (1917-1918).

## Життєпис
Закінчив Сумсько-Олександрівську гімназію. З 1887 року навчався у Медико-хірургічній академії у Санкт-Петербурзі.
За участь у студентських заворушеннях заарештований 29 листопада 1878 р. Висланий в Холмогори Архангельської губернії. 
У 1880 р. звільнений. Вступив на медичний факультет Київського університету, згодом перевівся до Новоросійського університету в Одесі. 
Займався підпільною політичною роботою. 
У 1882 р. знову заарештований. Однак відпущений під заставу.
Проживав у Кролевці.
У 1917 р. призначений Кролевецьким повітовим комісаром.

## Родина
Син Юрій – у 1918 році вступив до Вільного козацтва та загинув у бою в Синяві.